# Lee Bo-na
Dans ce nom coréen, le nom de famille, Lee, précède le nom personnel.
Lee Bo-na (née le 22 juillet 1981 à Gwangju) est une tireuse sportive sud-coréenne.
Elle est médaillée de bronze en trap et médaillée d'argent en double trap aux Jeux olympiques d'été de 2004 à Athènes.